# Mark O’Connor (Musiker)

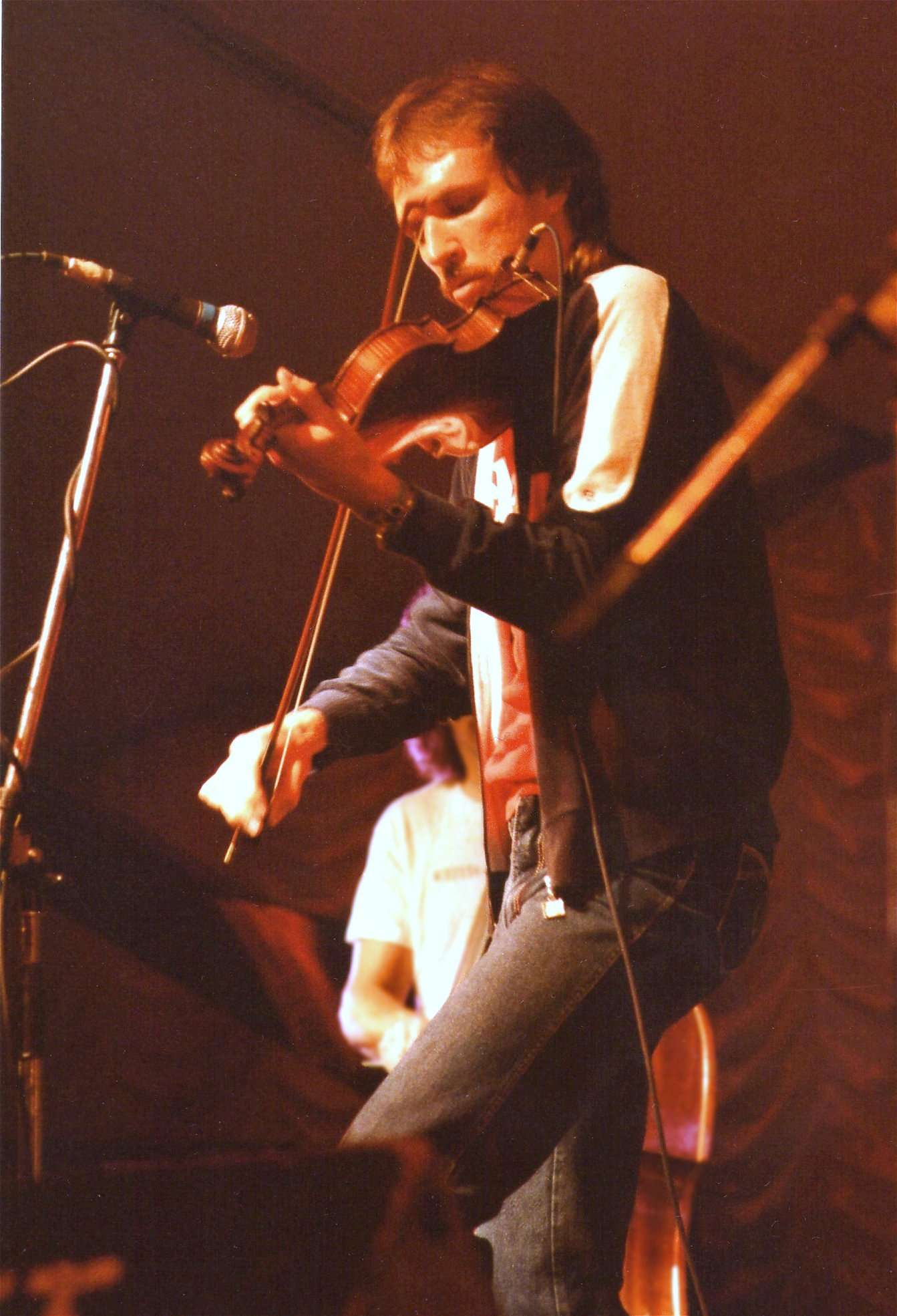
Mark O'Connor (1985)

Mark O’Connor (* 5. August 1961 in Seattle) ist ein US-amerikanischer Geiger, Fiddlespieler, Gitarrist, Mandolinspieler, Komponist und Musikpädagoge.
O’Connor hatte als Kind Gitarrenunterricht und lernte autodidaktisch Flamencogitarre zu spielen. Im Alter von elf Jahren wechselte er zur Fiddle und wurde Schüler von Benny Thomasson. Später studierte er bei dem französischen Jazzgeiger Stéphane Grappelli, mit dem er auch auftrat. Er arbeitete dann mit David Grisman und seinem Quintett und Steve Morse und seinen Dixie Dregs zusammen und gewann zwischen 1975 und 1982 Wettbewerbe als Gitarrist, Fiddler und Mandolinspieler.
1983 ging er nach Nashville und trat dort mit Countrystars wie der Nitty Gritty Dirt Band, Emmylou Harris und Randy Travis auf. Mit Edgar Meyer, Béla Fleck, Jerry Douglas und Sam Bush gründete er 1986 die Band Strength in Numbers, mit der er auch eigene Kompositionen aufführte. 1991 wurde er für sein Album New Nashville Cats mit einem Grammy ausgezeichnet.
Sein erstes Album mit Crossover-Musik erschien 1996 bei Sony Classical. Er spielte es mit Yo-Yo Ma und dem Bassisten Edgar Meyer ein, und es enthielt eigene Kompositionen, wie den titelgebenden sehr erfolgreichen Appalachia Walz. Das zweite Album des Trios, Appalachian Journey, erschien 2000 und brachte O’Connor die zweite Grammy-Auszeichnung. Das Album Hot Swing! (mit Jon Burr und Frank Vignola) war eine Huldigung an seinen Lehrer Grappelli und erschien 2001, in der gleichen Besetzung spielte er 2005 das Album Live in New York ein. In Zusammenarbeit mit Renée Fleming, Alison Krauss und James Taylor entstand 2011 das Album An Appalachian Christmas. Mit seiner Frau Maggie nahm er 2015 das Album Duo auf.
Bereits 1993 entstand mit dem Fiddle Concerto O’Connors beliebtestes und meistgespieltes Violinkonzert. Bis 2010 entstand sechs weitere Violinkonzerte, außerdem die Americana Symphony. Mit Ida Kavafian, Paul Neubauer und Matt Haimovitz nahm er 2009 sein Streichquartette Nr. 2 (Bluegrass) und Nr. 3 (Old-Time) auf. Ensemble wie die Academy of St. Martin in the Fields und die Gloriae Dei Cantores sowie der Regisseur Ken Burns gaben ihm Kompositionsaufträge. Für das Eroica Trio schrieb er das von der Musik Johnny Cashs inspirierte Stück Poets and Prophets.
2009 veröffentlichte O’Conner ein Lehrbuch für das Violin- und Fiddlespiel, in dem er eine eigene Methode vorstellte, die sich von der verbreiteten Suzuki-Methode absetzte. Begleitet wird das Lehrbuch durch die drei CDs American Classics, American Strings und MOC4. The O'Connor Method. Er gab Kurse u. a. an der Juilliard School of Music, der Harvard University, am Berklee College of Music, am Cleveland Institute of Music, der Rice University, der University of Maryland, der University of Texas, am Curtis Institute, der Eastman School of Music, in Tanglewood und beim Aspen Summer Festival. Von 2008 bis 2009 war er Artist in Residence an der University of California, Los Angeles, von 2010 bis 2015 University of Miami. Zudem ist er Gründer und Leiter des international beachteten Mark O’Connor String Camp.